# سواندي
سواندي (بالإندونيسية: Suwandi) مواليد 21 أغسطس 1976 في باندونغ، هو لاعب كرة مضرب إندونيسي يلعب باليد اليمنى. أعلى تصنيف له في الفردي كان المركز الـ 208 في سنة 2001. أعلى تصنيف له في الزوجي كان المركز الـ 318 في سنة 1995.

## روابط خارجية
- سواندي على موقع رابطة محترفي التنس (الإنجليزية)
- سواندي على موقع الاتحاد الدولي لكرة المضرب (الإنجليزية)
- سواندي على موقع كأس ديفيز (الإنجليزية)
- سواندي على موقع خلاصة التنس.كوم (الإنجليزية)